# Paz Molina
Amada de la Paz Molina Venegas (Santiago, 7 de abril de 1945), es una poeta chilena, que también ha explorado la narrativa y el teatro.

## Trayectoria
Estudió Bellas Artes (incluyendo estudios de pintura, teatro y literatura) en la Universidad de Chile, sin  alcanzar a terminar sus estudios. En 1980 ganó el Premio Pedro de Oña con Paradero 28 (novela que se mantiene inédita). En 1980 hace su primera publicación, el poemario Memorias de un Pájaro Asustado, a esta sucederán otros poemarios: Noche Valleja (1990), Cantos de Ciega (1994), Neruda, aparta de mi esta sombra (1996) y La Boca del Miedo (2002).
Obtuvo el primer lugar en los Juegos Literarios Gabriela Mistral 1982 con Apuntes para una Sombra [novela]; con esta misma obra recibiría mención honrosa en el Concurso Nac. de Novela Andrés Bello 1985. Ha sido incluida en numerosas antologías: Antología de la nueva poesía femenina chilena, Juan Villegas (1985); Poets of Chile, Steven White (1985); 25 Años de Poesía Chilena, Teresa Calderón y Tomás Harris (1995); This are not sweet girls; Marjorie Agosin (1995).
Ha colaborado en revistas especializadas en literatura y arte: Huelén, Rayentrú, Pluma y Pincel, El Siglo, Punto Final. Por sus talleres literarios (Santiago, Algarrobo, Isla Negra y El Quisco) han pasado poetas que hoy renuevan la poesía chilena. Fue directora del Ateneo de Santiago, de la SECH y trabajó para la Fundación Neruda de Isla Negra; también fue miembro del Consejo Nacional del Libro y la Lectura.

## Obra
- Memorias de un pájaro asustado, 1980
- Noche Valleja, 1992
- Cantos de Ciega, 1994
- Neruda aparta de mí esta Sombra, 1996
- La Boca del Miedo, 2002
- Verbosa dama Súbita (antología), 2004
- Acróbata (antología), 2019